# Корона королевы Марии Эдинбургской
Корона королевы Марии Эдинбургской (рум. Coroana reginei Maria) — корона Марии Эдинбургской, королевы-консорта Румынии, жены короля Фердинанда I.
Корона была изготовлена в стиле ар-нуво в Париже в 1922 году, для коронации Фердинанда I и Марии Эдинбургской, принцессы Великобритании. Её автором стал румынский художник Костин Петреску.
После окончания Первой мировой войны в августе 1922 года проект художника Костина Петреску был отправлен парижскому ювелирному дому Falize, а в сентябре того же года корона была уже изготовлена.
Вес короны составляет 1854 грамма, высота — 18 см. Её изготовили из трансильванского золота.
Корона украшена растительными мотивами и полудрагоценными камнями: бирюзой (16 шт.), аметистами (12 шт.), опалами (68 шт.), хризопразами (32 шт.) и гранатами (16 шт.).
Корону венчает свастика — избранный королевой Марией символ солнца. Свастики, заключенные в окружности, также украшают конечные элементы боковых её подвесок.
Национальный банк Румынии 21 декабря 2015 года выпустил в обращение памятную золотую монету серии «История золота», посвящённую короне королевы Марии Эдинбургской.